# Coupe du monde de football ConIFA 2020
Navigation
Édition précédente 2024
La Coupe du monde de football ConIFA 2020 qui aurait dû être la quatrième édition de la Coupe du monde de football ConIFA, est une compétition sportive qui ne s'est jamais tenue, annulée à cause de la pandémie de Covid-19.

Macédoine du Nord en rouge

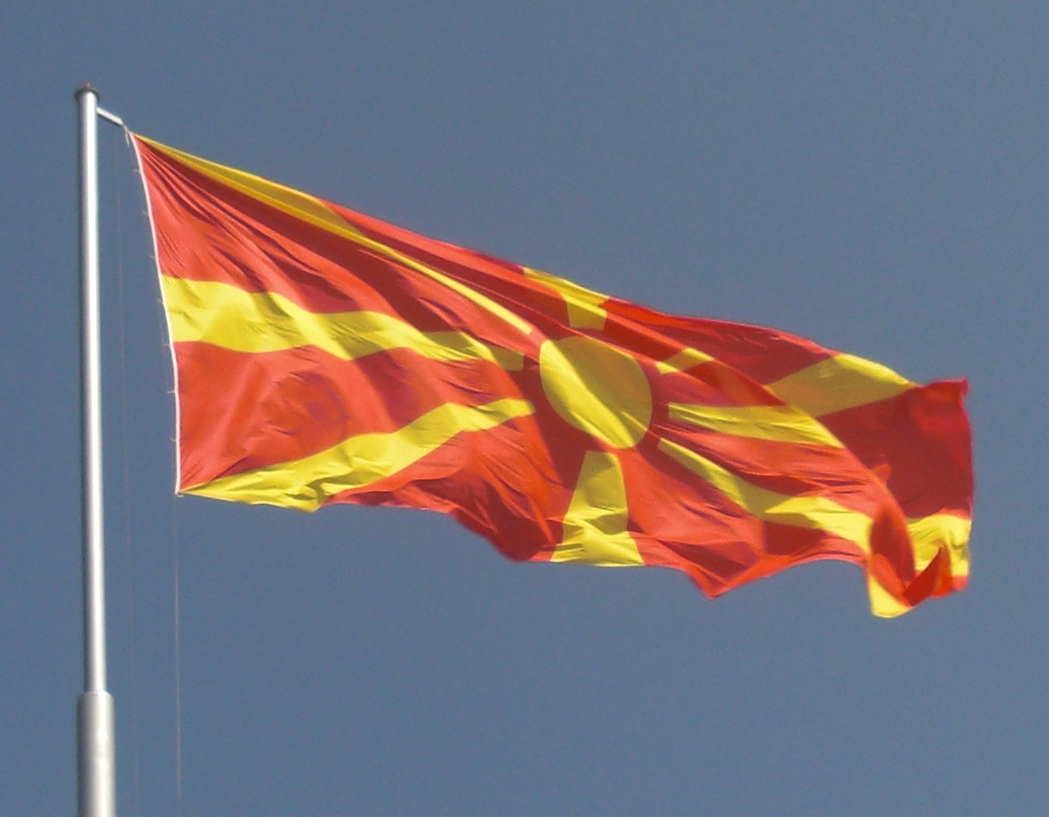
Le drapeau de la Macédoine du Nord hissé

Le 2 décembre 2019, la ConIFA annonce que la Macédoine du Nord accueillera la nouvelle édition dans la ville de Skopje,,.
Elle devait se dérouler initialement au Somaliland du 31 mai au 10 juin 2020,,, pour la première fois sur le continent Africain, à Hargeisa au Hargeysa National Stadium, d'une capacité de 10.000 places.
Les matchs de la quatrième édition sont diffusés en direct sur la chaîne de la ConIFA sur Mycujoo (en), ainsi que diffusés et suivis par 500 médias, presses et chaînes TV à travers le monde. Avec un potentiel de 220 000 téléspectateurs.
Les instances de la ConIFA, ainsi que le comité d’organisation est en contact étroit avec les fédérations membres et le gouvernement macédonien sur l’incertitude d'organiser la Coupe du monde de football ConIFA 2020 en raison de la pandémie de Covid-19.
Le 23 mars 2020, la ConIFA a annoncé que la quatrième Coupe du monde de football ConIFA n'aura pas lieu en Macédoine du Nord du 30 mai au 7 juin 2020,,,,,,,.
Un sommet important de la ConIFA sera organisé à Sabbioneta en Italie afin de prévoir les prochaines compétitions de 2021 et discuter de la quatrième la Coupe du monde de football ConIFA qui devait avoir lieu en Macédoine du Nord.
Le 30 mai 2020, la ConIFA a décidé d'annuler le tournoi en raison de la pandémie de Covid-19. La prochaine édition aura lieu en 2022.

## Préparation de l'événement

### Hôtes
Le 27 janvier 2019, le Comité exécutif de la ConIFA à Cracovie en Pologne a décidé que la Coupe du monde de football ConIFA 2020 serait organisée par le Somaliland.
Finalement la ConIFA décide de modifié le lieu de la compétition, choisissant la ville de Skopje en Macédoine du Nord,,,.

### Ville et stade
| Skopje             |
| Toše Proeski Arena |
| Capacité: 36,460   |
|                    |

### Partenariat et sponsor
Pour cette quatrième édition les deux sponsors sont Sportsbet.io et Young Pioneer Tours,.

### Wild Card
Pour la seconde fois de son histoire, la ConIFA utilise le Wild card, qui permet à des équipes remplissant des critères de participer à une compétition. La sélection du Sahara occidental a complété le processus nécessaire pour être pris en compte pour la prochaine Coupe du monde de football ConIFA, participant ainsi pour la première fois à la compétition.

### Qualification au mondial 2020

Yorkshire en rouge

### Regret, Retrait et Remplacement
La sélection de Jersey ne participera pas au tournoi en Somalie en cause le risque pour la sécurité des joueurs, de l'encadrement technique et des spectateurs,.
Le Pays sicule ne participera pas à la quatrième édition de la coupe du monde à la suite d'une erreur du système de qualification est de la répartition disproportionnée entre les continents. À la place le Pays sicule organisera une compétition à domicile.
Le 22 janvier 2020, le Sahara occidental a été suspendu de sa participation à la Coupe du monde de football ConIFA 2020 pour des raisons logistiques et financières. Elle est remplacée par le Kurdistan.
L'Abkhazie ne participera pas à la Coupe du monde sous les auspices de la ConIFA en 2020 en raison du nombre insuffisant de points de qualification dans le tableau de classement et du petit nombre de matchs de qualification organisés,.

### Tirage au sort
Le tirage au sort de la phase finale de la Coupe du monde de football ConIFA 2020 a lieu le 26 janvier 2020 à 11h à Jersey lors de la 7e Assemblée générale annuelle de la ConIFA,.
Le groupe A est composé de Jersey, du Pendjab, du Kurdistan et de l'Archipel des Chagos.
Le groupe B est composé de la Ruthénie subcarpathique, de l'Arménie occidentale, de Îlam tamoul et de la Kabylie.
Le groupe C est composé de Mapuches, de Matabeleland, des Cornouailles et de Mariya,,.
Le groupe D est composé des Coréens Unis au Japon, de l’Ossétie du Sud, du Darfour et la Cascadie.

### Équipes participantes
Au total 16 équipes participantes,: cinq équipes sont issues de l'Europe, quatre viennent d'Asie, quatre d'Afrique, un d'Amérique du Nord, un d'Amérique du Sud et un d'Océanie,,.
- Ruthénie subcarpathique[59]
- Ossétie du Sud-Alanie (football)[60]
- Arménie occidentale
- Cornouailles[61],[62],[63]
- Paroisses de Jersey[64],[65]
- Coréens Unis au Japon
- Kurdistan
- Pendjab
- Îlam tamoul (football)[66]
- Archipel des Chagos[67],[68],[69],[70]
- Darfour (football)[71]
- Kabylie (football)[72]
- Matabeleland[73],[74]
- Mapuches
- Cascadie
- Mariya[75],[76],[77]